# Omaha Knights
Gli Omaha Knights sono una squadra di hockey su ghiaccio con sede nella città di Omaha nello Stato del Nebraska. Nel corso della loro storia iniziata nel 1939 e conclusasi nel 1975 i Knights hanno preso parte a diverse leghe professionistiche minori.

## Storia
Gli Omaha Knigts nacquero nel 1939 prendendo parte all'American Hockey Association, lega che vinsero nella stagione 1941-1942, l'ultima ad essere disputata prima della chiusura del campionato a causa della Seconda guerra mondiale. I Knights rimasero inattivi per tre anni prima di ritornare a giocare nella United States Hockey League conquistando un altro titolo al termine della stagione 1950-1951.
La formazione rinacque nel 1959 iscrivendosi alla International Hockey League, lega in cui rimasero per quattro stagioni prima di trasferirsi nella neonata Central Hockey League. Nelle stagioni successive i Knights conquistarono quattro Adams Cup. Durante la loro permanenza in CHL i Knights furono affiliati a tre franchigie della National Hockey League: per due anni con i Montreal Canadiens, per sei anni con i New York Rangers e per gli ultimi tre anni con gli Atlanta Flames. La formazione si sciolse definitivamente nel 1975.

### Affiliazioni
Nel corso della loro storia gli Omaha Knights sono stati affiliati alle seguenti franchigie della National Hockey League:
- Detroit Red Wings: (1946-1947)
- Montreal Canadiens: (1963-1965)
- New York Rangers: (1966-1972)
- Atlanta Flames: (1972-1975)

## Record stagione per stagione
| Omaha Knights (IHL) |          |    |    |    |    |     |     |     |    |                                                                    |
| 1959-60             | Western  | 67 | 15 | 47 | 5  | 35  | 198 | 303 | 4° |                                                                    |
| 1960-61             | Western  | 70 | 35 | 32 | 3  | 73  | 254 | 235 | 3° | perde semifinali (St. Paul e Minneapolis)                          |
| 1961-62             | IHL      | 68 | 37 | 28 | 3  | 77  | 264 | 227 | 4° | perde semifinali (St. Paul) 3-4                                    |
| 1962-63             | IHL      | 70 | 30 | 35 | 5  | 65  | 252 | 248 | 4° | perde semifinali (Minneapolis) 3-4                                 |
| Omaha Knights (CHL) |          |    |    |    |    |     |     |     |    |                                                                    |
| 1963-64             | CHL      | 72 | 44 | 19 | 9  | 97  | 311 | 218 | 1° | vince semifinali (Minneapolis) 4-1 vince Adams Cup (St. Paul) 4-1  |
| 1964-65             | CHL      | 70 | 37 | 25 | 8  | 82  | 246 | 238 | 2° | perde semifinali (Tulsa) 2-4                                       |
| Omaha Knights (CHL) |          |    |    |    |    |     |     |     |    |                                                                    |
| 1966-67             | CHL      | 70 | 36 | 24 | 10 | 82  | 262 | 203 | 2° | vince semifinali (Memphis) 4-3 perde Adams Cup (Oklahoma City) 1-4 |
| 1967-68             | Northern | 70 | 14 | 46 | 10 | 38  | 167 | 272 | 4° |                                                                    |
| 1968-69             | North    | 72 | 29 | 32 | 11 | 69  | 247 | 250 | 3° | vince 1º turno (Kansas City) 3-1 perde semifinali (Dallas) 0-3     |
| 1969-70             | CHL      | 72 | 36 | 26 | 10 | 82  | 247 | 212 | 1° | vince semifinali (Fort Worth) 4-3 vince Adams Cup (Iowa) 4-1       |
| 1970-71             | CHL      | 72 | 45 | 16 | 11 | 101 | 312 | 216 | 1° | vince semifinali (Oklahoma City) 4-1 vince Adams Cup (Dallas) 4-2  |
| 1971-72             | North    | 72 | 29 | 35 | 8  | 66  | 241 | 260 | 5° |                                                                    |
| Omaha Knights (CHL) |          |    |    |    |    |     |     |     |    |                                                                    |
| 1972-73             | CHL      | 72 | 35 | 27 | 10 | 80  | 262 | 263 | 2° | vince semifinali (Fort Worth) 3-1 vince Adams Cup (Dallas) 4-3     |
| 1973-74             | CHL      | 72 | 34 | 23 | 15 | 83  | 259 | 217 | 1° | perde semifinali (Dallas) 1-4                                      |
| 1974-75             | Northern | 78 | 34 | 33 | 11 | 79  | 254 | 268 | 3° | vince semifinali (Denver) 2-0 perde semifinali (Salt Lake) 2-3     |

## Record della franchigia

### Singola stagione
Gol: 46  Pierre Jarry (1970-71)
Assist: 73  William Chalmers (1962-62)
Punti: 104  William Chalmers (1960-61)
Minuti di penalità: 402  Steve Durbano (1971-72)

### Carriera
Gol: 98  Wayne Schaab
Assist: 201  William Chalmers
Punti: 293  William Chalmers
Minuti di penalità: 566  André Dupont
Partite giocate: 376  John Forbes

## Palmarès

### Premi di squadra
- American Hockey Association: 1

1941-1942
- United States Hockey League: 1

1950-1951
- Adams Cup: 4

1963-1964, 1969-1970, 1970-1971, 1972-1973

### Premi individuali
- CHL Most Valuable Defenseman Award: 3

Barclay Plager: 1963-1964
Mike Robitaille: 1969-1970
André Dupont: 1970-1971
- Gary F. Longman Memorial Trophy: 1

John Gravel: 1962-1963
- CPHL Rookie of the Year: 5

Garry Peters: 1963-1964
André Dupont: 1969-1970
Mike Murphy: 1970-1971
Tom Williams: 1971-1972
Guy Chouinard: 1974-1975
- Jake Milford Trophy: 2

Fred Shero: 1970-1971
Fred Creighton: 1972-1973
- James Norris Memorial Trophy: 2

Glenn Ramsay: 1961-1962, 1962-1963
- Tommy Ivan Trophy: 4

André Dupont: 1970-1971
Peter McDuffe: 1970-1971
Gerry Ouellette: 1970-1971
Wayne Schaab: 1974-1975